# Ritápolis
Ritápolis is een gemeente in de Braziliaanse deelstaat Minas Gerais. De gemeente telt 5.149 inwoners (schatting 2009).

## Aangrenzende gemeenten
De gemeente grenst aan Conceição da Barra de Minas, Coronel Xavier Chaves, Resende Costa, São João del-Rei, en São Tiago.

## Verkeer en vervoer
De plaats ligt aan de weg BR-494.

## Geboren
- Joaquim José da Silva Xavier, "Tiradentes" (1746-1792), tandarts en politiek activist

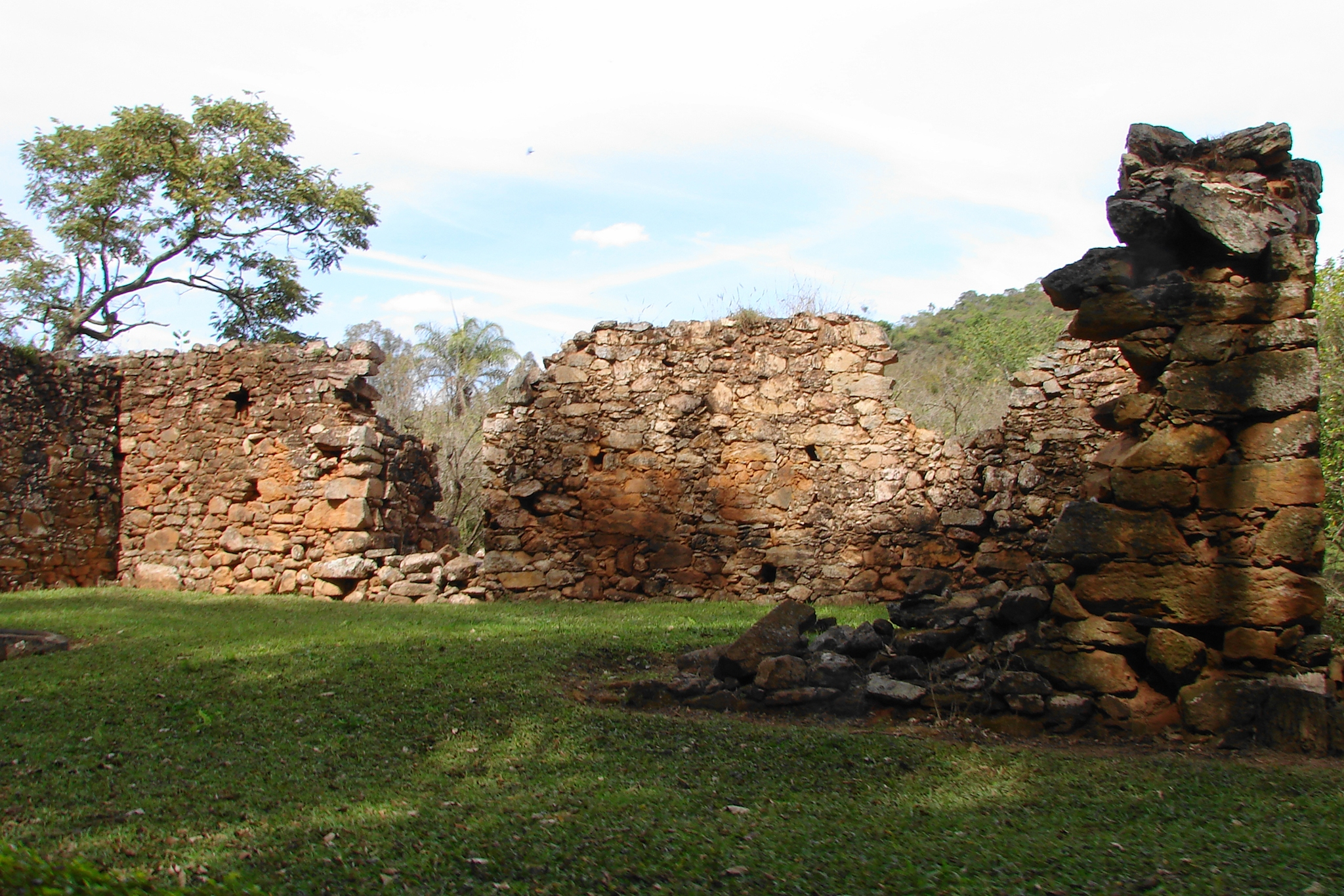
Ruïne van de boerderij Fazenda do Pombal, het geboortehuis van Tiradentes in de gemeente Ritápolis